# شوارتسنباخ (فالتس علیا)
شوارتسنباخ (به آلمانی: Schwarzenbach) یک شهر در آلمان است که در نویشتادت ان در والدناب واقع شده‌است.